# Barbe de Nettine
Barbe Louise de Nettine, född Stoupy 1706, död 1775, var en inflytelserik bankir i Österrikiska Nederländerna. 
Barbe Stoupy var ursprungligen från Arras. Hon gifte sig med bankiren Matthias Nettine, som 1744 formellt gjorde henne till medarbetare i sin bank. Vid sin makes död 1749 tog hon ensam över bank Nettine. Hon var mycket framgångsrik, tog så småningom över Aldegonde Jeanne Paulis roll och försörjde regeringen i området med lån och metall till mynttillverkning. Genom sin position kontrollerade hon inkomst och utkomst för både generalguvernören och premiärministern, Carl von Cobenzl, som var ministre plénipotentiaire 1753-1770. von Cobenzl hade en stående inbjudan till middag och konsulterade henne i alla finansiella regeringsärenden, vilket gav henne inflytande över politiken. Bland annat motsatte hon sig framgångsrikt inrättandet av en nationell bank i Bryssel. Hon adlades 1758, fick titeln vicomtesse de Nettine och kunde med von Cobenzls hjälp gifta in sina barn inom adeln: hon blev bland annat mormor till Joséphine-Rosalie de Walckiers. 